# Biblioteca Czartoryski
La Biblioteca de los Príncipes Czartoryski (también conocida como la Biblioteca Czartoryski) es una filial del Museo Nacional de Cracovia, situada en la calle San Marcos 17, en Cracovia. Es una biblioteca polaca creada por iniciativa de los príncipes Adam Kazimierz Czartoryski e Izabela Czartoryska, nacida Fleming, en la segunda mitad del siglo XVIII.

## Historia
La colección de libros de Adam Kazimierz y de Izabela Fleming de Czartoryski se encontraba inicialmente en el Palacio Azul en Varsovia, que pertenecía al ducado. En 1770, la biblioteca contaba con 1645 impresos y manuscritos, y publicó su primer catálogo. Después de 1783, fue trasladada al Palacio de los Czartoryski en Puławy. La colección de Puławy fue ampliada constantemente con obras de importancia nacional, entre ellas la biblioteca de Tadeusz Czacki, conocida como la colección de Poryck, que incluía los archivos del rey Estanislao II Augusto Poniatowski.
Hasta 1830, la biblioteca había reunido aproximadamente 70 000 impresos y 3 000 manuscritos. Tras la caída del Levantamiento de Noviembre y la confiscación de los bienes, las colecciones se dispersaron y fueron almacenadas fuera de la zona de ocupación rusa: en Sieniawa, Krasiczyn, Kórnik, Cracovia y París. La reunificación de la colección fue realizada por Władysław Czartoryski, hijo de Adam Jerzy, quien en 1874 la ubicó en el antiguo Arsenal Municipal, cedido con este fin por las autoridades de Cracovia. La biblioteca formaba parte integral del museo, que fue inaugurado solemnemente en 1876.
Durante la Segunda Guerra Mundial, la biblioteca fue cerrada, aunque los estudiosos e investigadores polacos siguieron utilizando sus colecciones. En 1950, las colecciones bibliotecarias y museísticas pasaron bajo la custodia del Estado como depósito en el Museo Nacional de Cracovia. Para tal fin se construyó una sede separada, diseñada por Marian Jaroszewski. El edificio fue levantado entre 1958 y 1960 en el lugar del ala trasera del Palacio Wodzicki, destruida en 1939, en la calle San Juan 11. La mudanza de la colección a la nueva sede se completó en 1961. En 1971, la Biblioteca Czartoryski obtuvo el estatus de biblioteca científica con un perfil humanístico.
El 29 de diciembre de 2016, la Fundación de los Príncipes Czartoryski, propietaria legal de las colecciones desde 1991, transfirió la biblioteca a la propiedad del Museo Nacional de Cracovia.

## Colecciones
El fondo bibliográfico de la Biblioteca de los Príncipes Czartoryski cuenta con más de 245.000 volúmenes e incluye monumentos de la escritura que abarcan desde el siglo X hasta el siglo XX. La Biblioteca Czartoryski posee una colección diversa de libros antiguos, incunables, cimelios, partituras, calendarios, mapas, atlas, herbarios, revistas y material impreso efímero.
Desde sus inicios, la colección ha incluido manuscritos iluminados medievales y modernos, que formaban parte de la colección museística de la princesa Izabela Czartoryska. Entre las obras de pintura libraria expuestas en la biblioteca se encuentran, entre otras, el Livre des tournois, el Codex Aureus de Pułtusk y el Pontifical de Erazm Ciołek.
Los documentos históricos que atestiguan eventos importantes en la historia de Polonia tienen un significado especial para la colección de la biblioteca. Entre ellos se encuentran: el privilegio de Koszyce (1374), el privilegio de Jedlnia (1430), el documento de la Unión de Horodło (1413) y el acto de Homenaje Prusiano (1525). La historia de la familia Czartoryski también está documentada en archivos familiares de la biblioteca.
La colección también incluye recuerdos de personas destacadas del mundo de la cultura, la ciencia, la política y la religión, como autógrafos de cartas de Martín Lutero, Nicolás Copérnico, Ludwig van Beethoven, Adam Mickiewicz, y de los primeros presidentes de los Estados Unidos.

## Galería

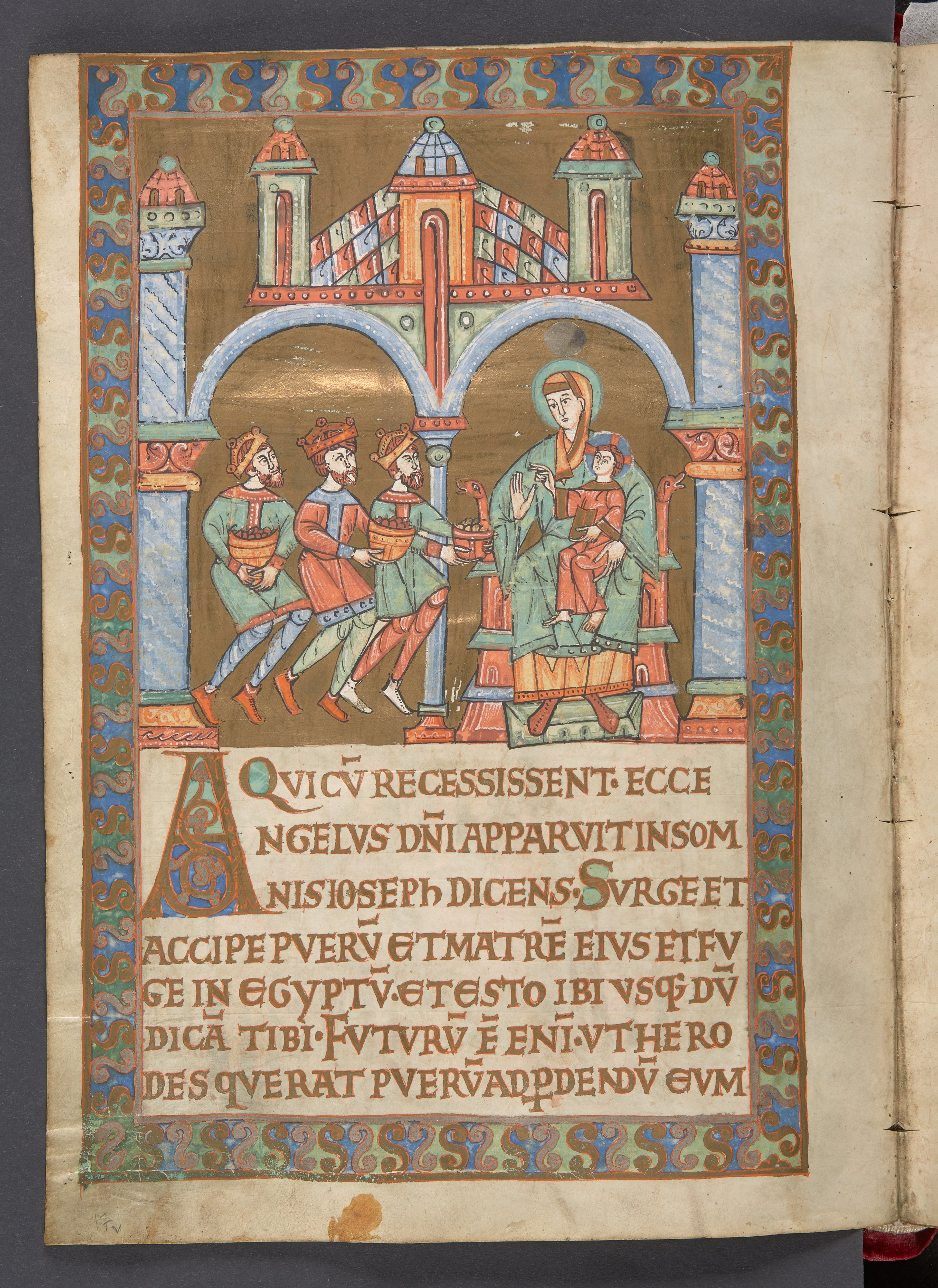
Codex Aureus de Pułtusk, años 80 del siglo XI
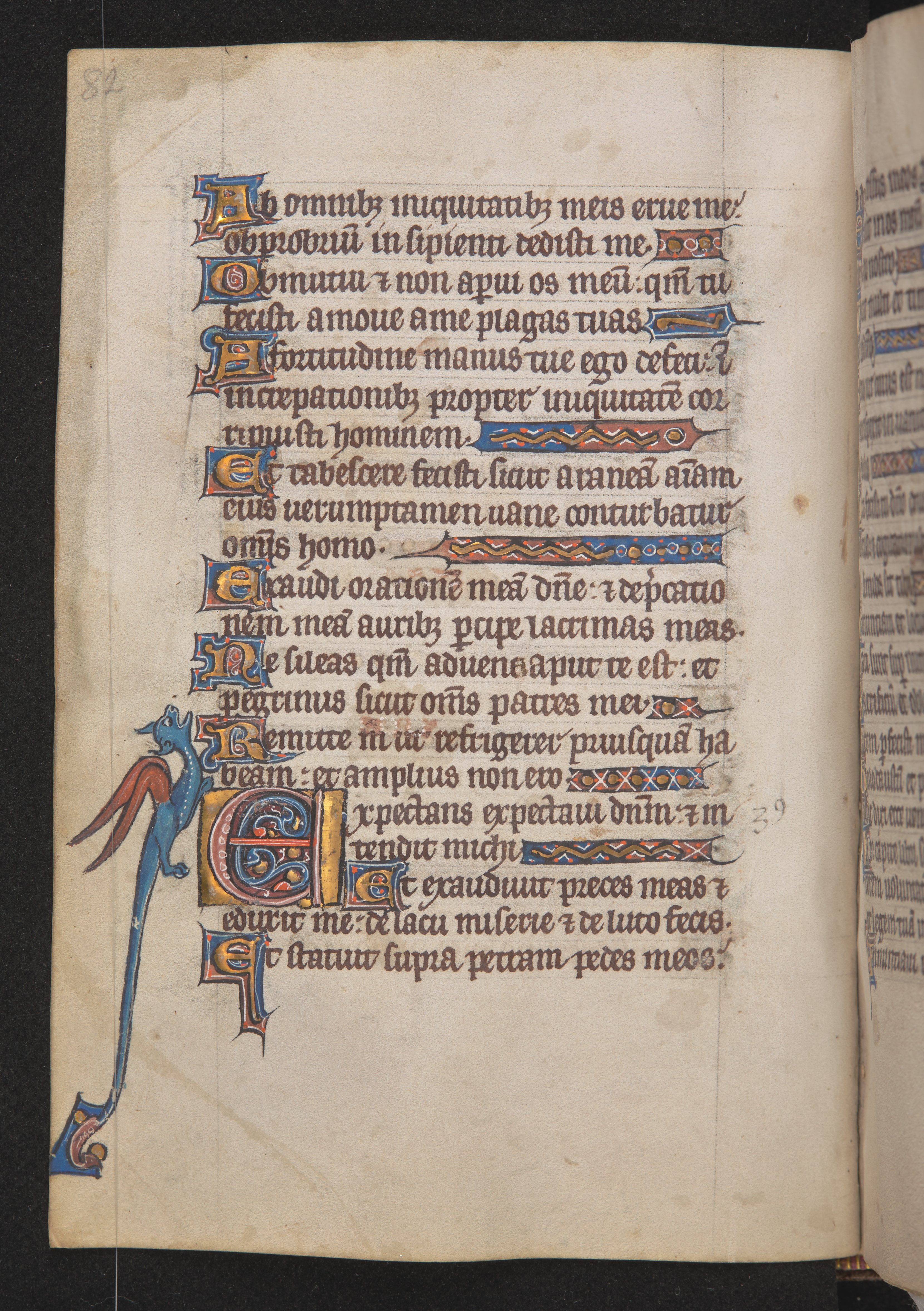
Psalterium-Horae, 1.º cuarto del siglo XIV
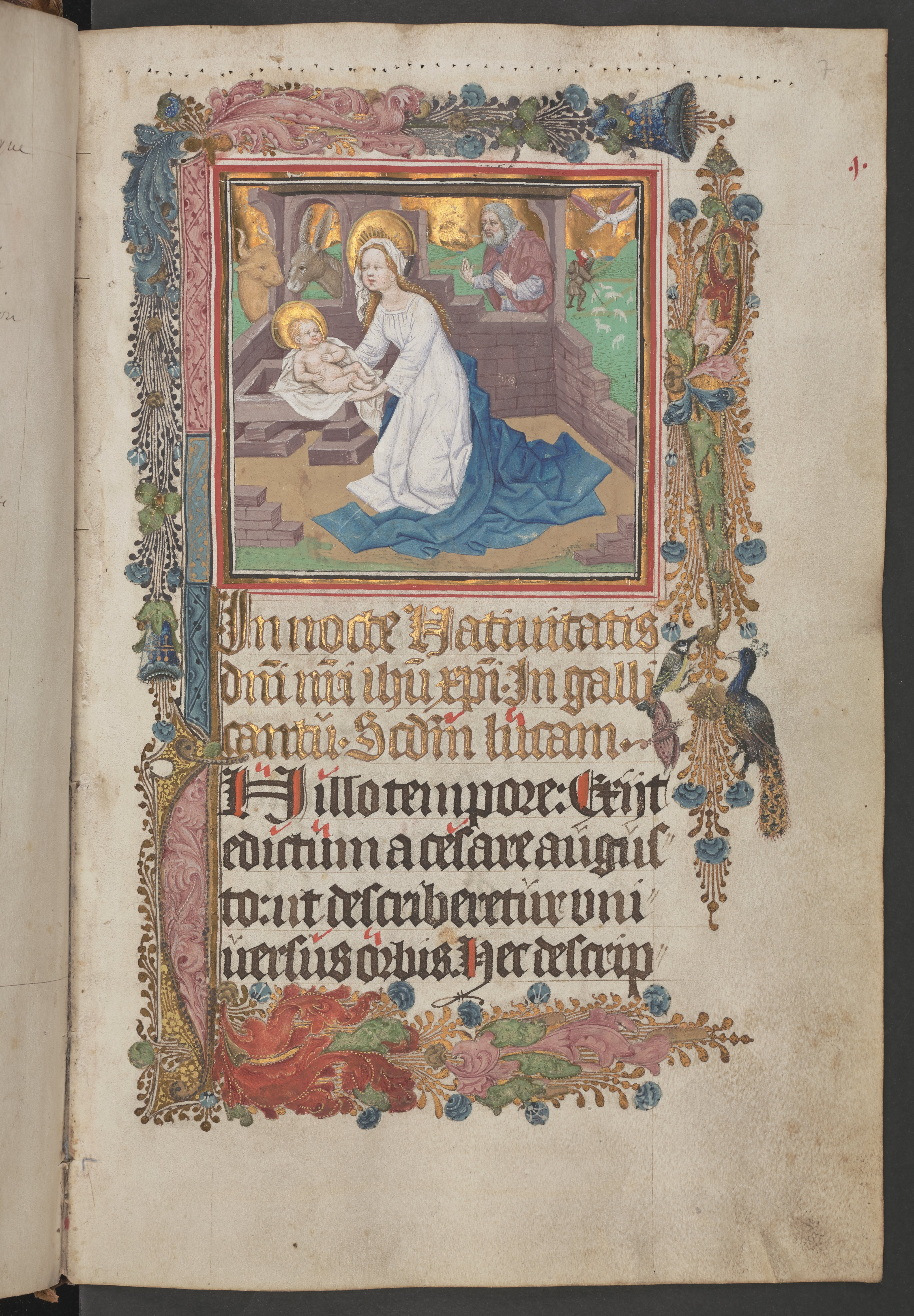
Lectiones Evangeliorum in diebus festis, Colonia, después de 1461
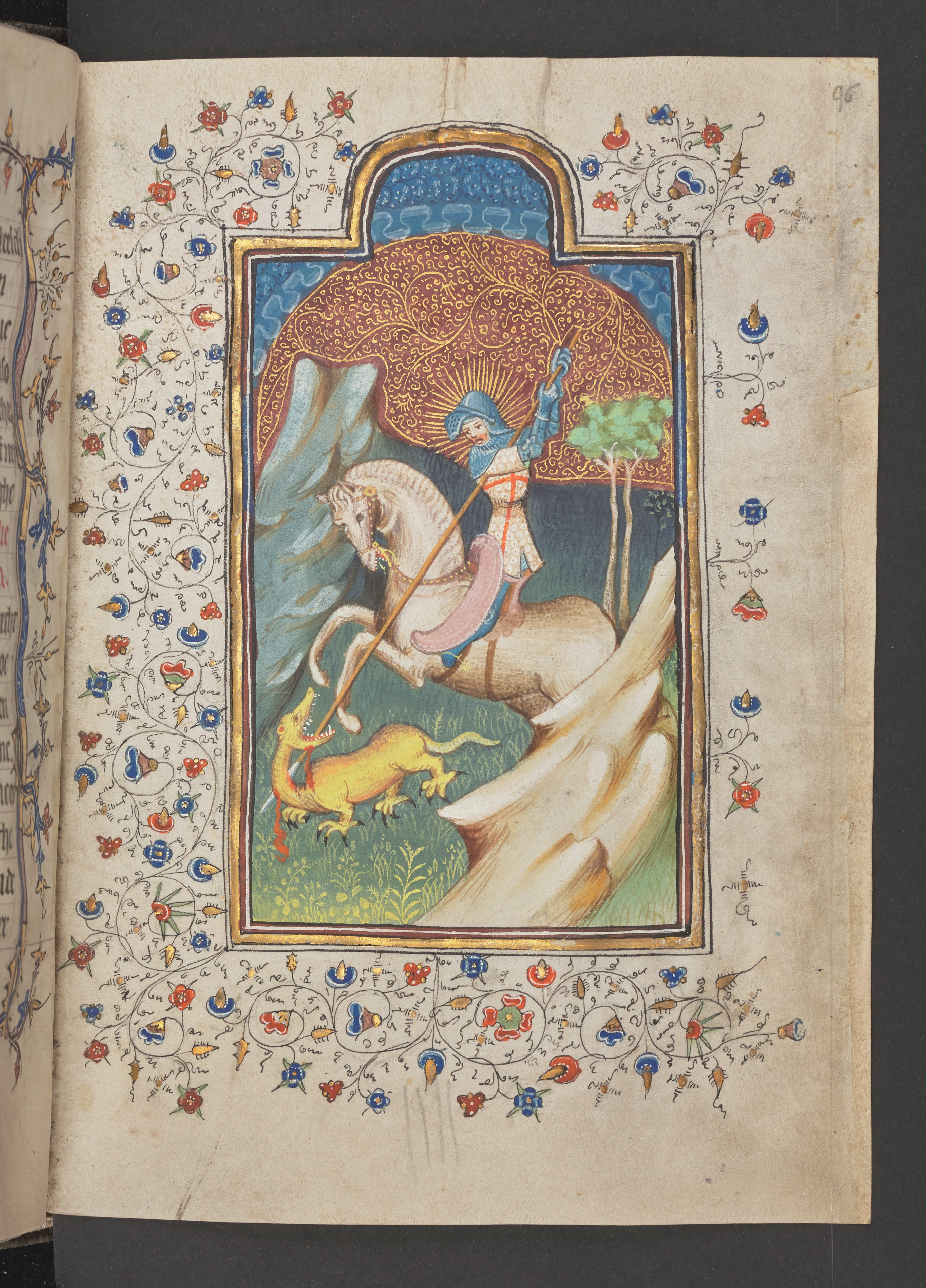
Getijdenboek, Brujas, 1.º cuarto del siglo XV
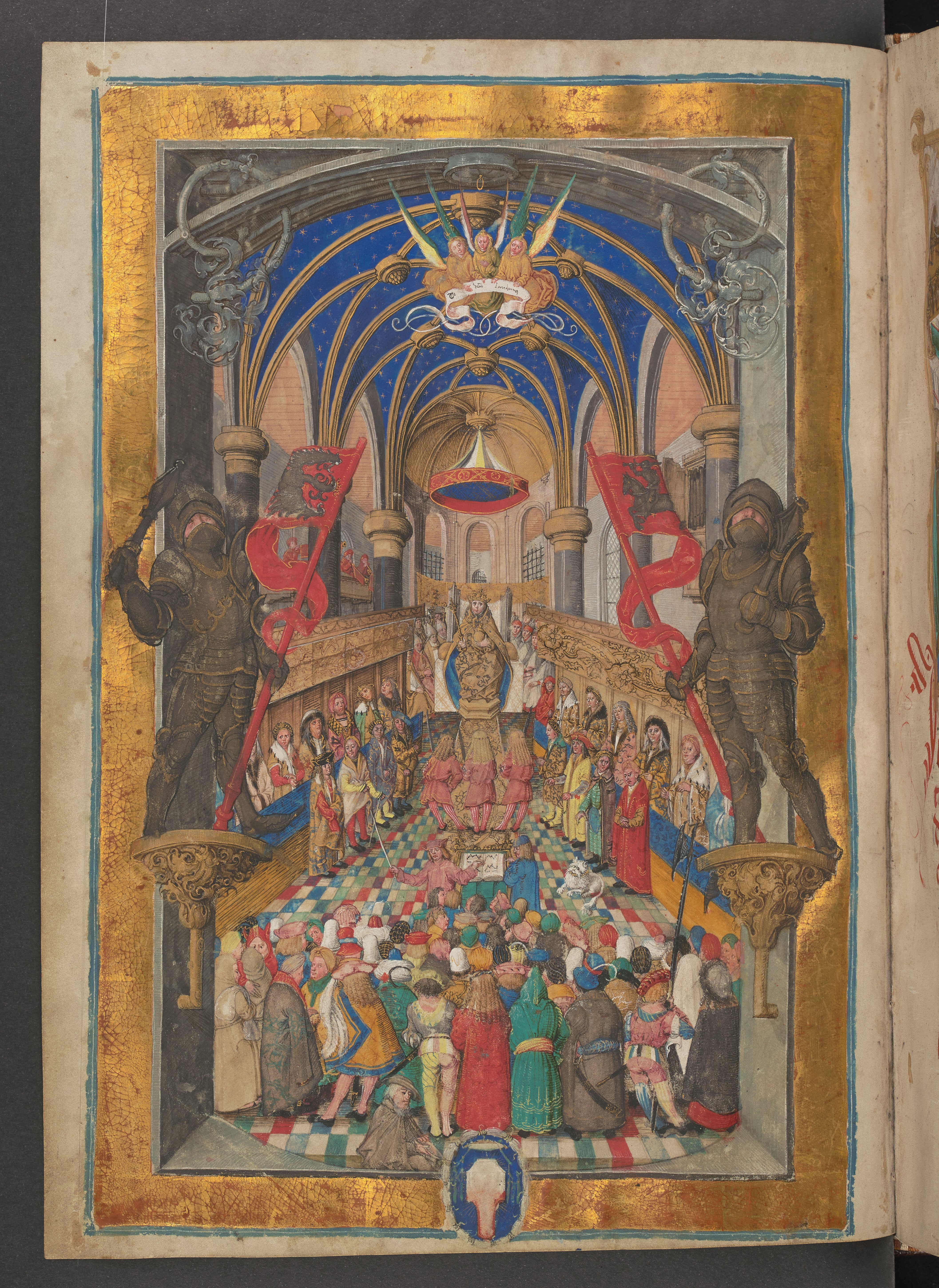
Pontifical d’Érasme Ciołek, Cracovia, 1510–1515
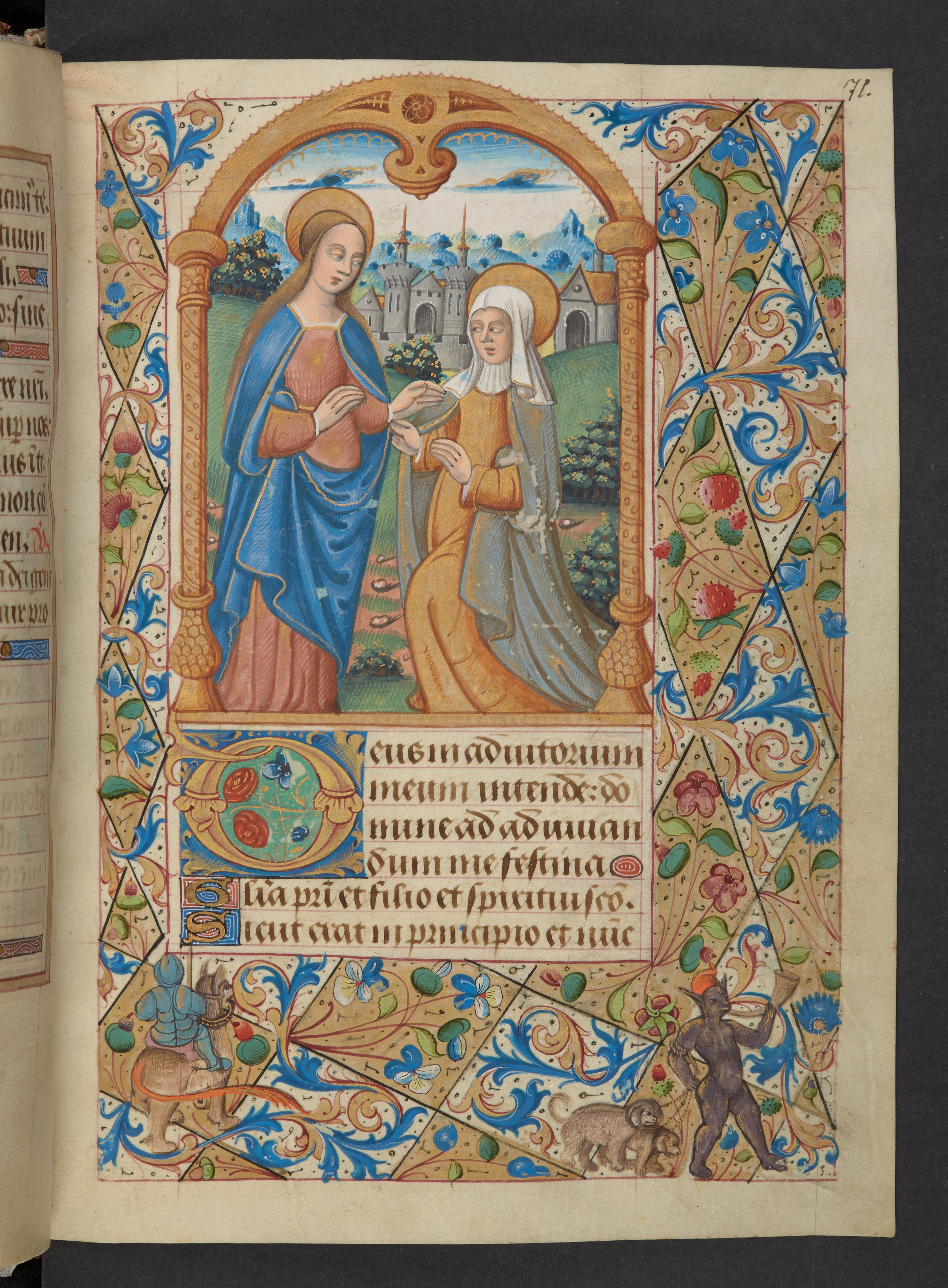
Livre d'heures, comienzos del siglo XVI